# Apollinaria Bakova
Apollinaria Bakova est une cycliste russe née le 14 août 1981.

## Palmarès sur piste

### Championnats du monde
- Melbourne 2004
  - 13e de la poursuite

### Coupe du monde
- 2004-2005
  - 1re du scratch à Moscou
  - 3e de la course aux points à Moscou

### Championnats d'Europe
- 2003
  -  Championne d'Europe de poursuite espoirs
- 2004
  -  Médaillée d'argent du championnat d'Europe de l'omnium